# AA Ponte Preta
Associação Atlética Ponte Preta este o echipă de fotbal din Campinas, São Paulo, Brazilia. Cei mai mari rivali ai celor de la Ponte Preta sunt echipa din același oraș, Guarani Futebol Clube. Meciurile dintre cele doua echipe sunt considerate derbiuri locale. Ponte Preta este unul dintre cele mai vechi cluburi de fotbal din Brazilia, fiind fondat pe data de 11 august 1900, cel mai vechi club fiind Sport Club Rio Grande, din Rio Grande do Sul.

## Antrenori
| - Abel Braga (Jan 1, 2003–Dec 31, 2003) - Estevam Soares (Jan 2, 2004–24 mai 2004) - Vadão (Jan 1, 2005–22 mai 2005) - Zetti (Aug 2, 2005–Aug 23, 2005) - Estevam Soares (Aug 26, 2005–Nov 22, 2005) - Vadão (Dec 15, 2005–29 mai 2006) - Marco Aurélio (19 mai 2006–Oct 5, 2006) - Nelsinho Baptista (Jan 30, 2007–Sept 23, 2007) - Paulo Comelli (Sept 24, 2007–Dec 3, 2007) - Sérgio Guedes (2008) - Paulo Bonamigo (11 iunie 2008–Sept 27, 2008) - Vágner Benazzi (Oct 1, 2008–Dec 4, 2008) - Sérgio Soares (Dec 4, 2008–11 22 martie 2009) - Marco Aurélio (9 martie 2009–25 mai 2009) | - Pintado (25 mai 2009–Aug 30, 2009) - Márcio Bittencourt (Aug 31, 2009–Oct 7, 2009) - Sérgio Guedes (Jan 1, 2010–31 martie 2010) - Jorginho (21 aprilie 2010–Oct 25, 2010) - Givanildo Oliveira (Oct 25, 2010–Dec 2, 2010) - Gilson Kleina (Dec 3, 2010–Sept 18, 2012) - Guto Ferreira (Sept 22, 2012–6 iunie 2013) - Paulo César Carpegiani (15 iunie 2013–Aug 24, 2013) - Jorginho (Aug 25, 2013–Dec 13, 2013) - Sidney Moraes (Dec 15, 2013–Jan 30, 2014) - Vadão (Jan 31, 2014–13 mai 2014) - Dado Cavalcanti (13 mai 2014–21 iulie 2014) - Guto Ferreira (24 iulie 2014–) |